# Valle Hermoso (Chubut)
Valle Hermoso es una localidad rural argentina del departamento de Sarmiento, Provincia del Chubut. Valle Hermoso como punto poblacional se desarrolló gracias a la instalación de la estación homónima del Ferrocarril de Comodoro Rivadavia. Aunque no alcanzó a configurar un pueblo con centro poblacional, la localidad se conformó por la sumatoria de estancias y boliches . Estos distintos puntos ubicados a una distancia cercana y en forma dispersa en su conjunto conforman la localidad rural. Algunos de estos puntos de la localidad alcanzaron a concentrar varios habitantes y el que más se destaca es el puesto Alma Gaucha que brinda servicios a los automovilistas que transitan la ruta Nacional 26 que recorre Valle Hermoso.

## Toponimia
El nombre de la localidad y de la estación se tomó del valle que supo ser muy pintoresco, con abundante vegetación arbustiva por lo que hacía honor a su nombre. La gran vegetación arbustiva fue casi totalmente exterminada por los habitantes de Cañadón Lagarto para proveerse de leña. Los imponentes arbustos naturales que abundaban eran muy apreciados por los pueblos aborígenes que no los talaban al considerarlos valiosos para sus presas y vitales para mantener las condiciones del suelo. Desde el siglo 20, tras la llegada masiva de colonos, el valle sufrió a depredación de la mayoría de sus invaluables arbusto autóctonos. El valle es surcado por numerosas vertientes de agua y lagunas, el curso del arroyo "Zanjón del Valle Hermoso" pasa a muy pocos kilómetros del sitió donde estuvo la estación y es el más importante en la zona.  

## Geología
El valle en tiempos pasados fue paso del caudaloso río Senguerr y un fértil lugar. Sin embargo, un fenómeno capturó su valle original del río. Como resultado, el río fue afectado por otro que fluye a un nivel topográfico menor. La captura del Senguer fue a la altura del paraje denominado Codo del Senguer. Cumplido ese proceso, el río Senguer comenzó a fluir por el nuevo cauce, dejando un valle abandonado, conocido hoy como Valle Hermoso.

## Historia
La localidad nació gracias a la instalación de la estación Valle Hermoso que formaba parte del Ferrocarril de Comodoro Rivadavia que comenzó a ser construido en el año 1910. Puntualmente, para 1912 los rieles ya había llegado a la zona y se planificó la estación en el kilómetro 142. Para 1914 la línea de casi 200 kilómetros fuera inaugurada, mediante un tren especial que tardó 5 horas, el 25 de mayo de ese año.La zona de Valle Hermoso se dedicaba plenamente a la ganadería y producción lanar en sus inicios. Posteriormente, la zona cobró gran relevancia cuando se descubrieron entre 1928 y 1936 los grandes yacimientos del llamado flanco norte, como Cañadón Perdido, Diadema Argentina, Escalante, Manantiales Behr, El Trébol, Pampa del Castillo, El Tordillo, etc.Sin embargo, el verdadero desarrollo de proyectos de petróleo y gas se logró recién desde 1964 y 1965.
En 1949 recibió sus últimas mejoras recibiendo nuevos vagones para la carga de ganado y el transporte de lana ya no era significativo. Además, se construyó un galpón para cargas por ser una de las estaciones claves del ramal. En este informe ya se advertía la fuerte competencia con el transporte automotor que empezaba a afectar a toda la zona.

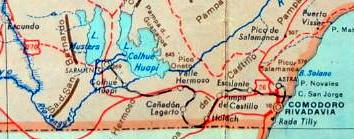
Mapa de los puntos más relevantes del ferrocarril en 1962, entre los que se hallaba Valle Hermoso3

En inmediaciones a la estación se desarrolló una localidad de población rural dispersa que prosperó rápidamente, pero que luego por la merma del transporte ferroviario se despobló con rapidez luego de finales de 1950. Sin embargo, aún para 1951 su población era contada entre las pocas localidades que la línea Comodoro Rivadavia a Colonia Sarmiento recorría. Para 1957 las únicas poblaciones considerables del ramal se concentraron en torno a Comodoro y Sarmiento; estando todas las demás poblaciones como esta consideradas de poca relevancia o ya despobladas.
La localidad nunca fue significativa y fue completamente eclipsada por Enrique Hermitte un importante punto de explotación petrolera y punto crucial de las rutas hacia el puerto.  A partir de la segunda mitad del siglo XX este poblado decayó rápidamente a causa de la merma del ferrocarril frente a los automóviles vistos como rápidos, regulares y con un servicio puerta a puerta. Para completar la ecuación desfavorable las líneas patagónicas no tenían población significativa ni en la suma total de sus localidades.
Esto se terminó confirmado en el informe del Ferrocarril Patagónico efectuado en 1957. El mismo enumera las localidades significativas de todo el Ferrocarril de Comodoro Rivadavia a Sarmiento. La lista solo menciona a Comodoro, los barrios-localidades comodorenses y Sarmiento. En tanto, las demás poblaciones intermedias entre ambas punta de rieles fueron clasificadas como rurales y con la simple descripción escasa población.

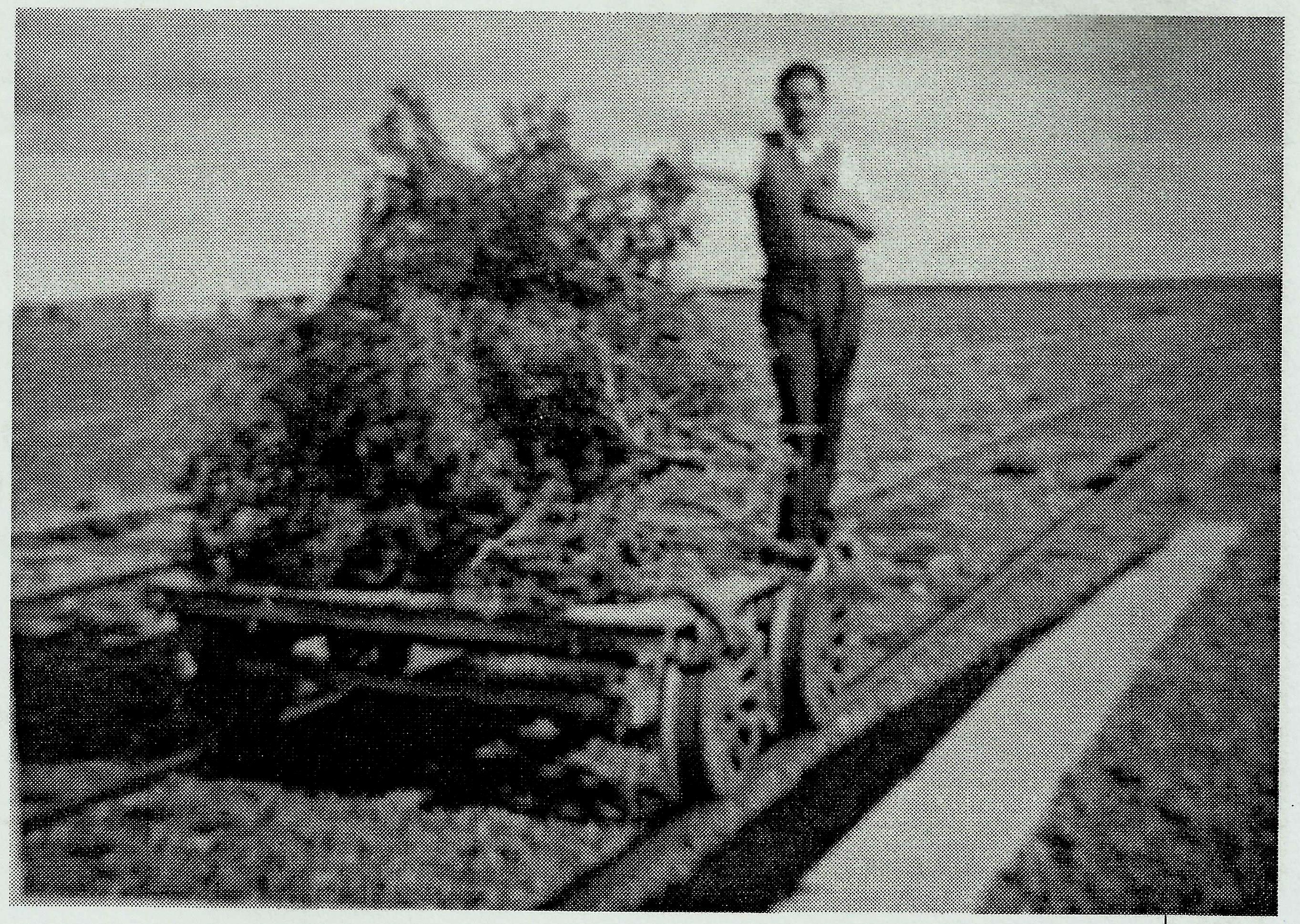
Una zorrita ferroviaria en Cañadón Lagarto que venía de recolectar leña en la zona de Valle Hermoso. La intensa explotación devastó el frágil ecosistema de Valle Hermoso.

Uno de los últimos registros de la localidad se dio en un mapa del instituto geográfico militar de los años 1960. En este documento se escribió el nombre de la estación-localidad con tinta tenue lo que indicaba baja importancia para el ferrocarril o cantidad poblacional poco relevante.
En los años sesenta el ferrocarril entró completamente en crisis con caídas estrepitosas en sus servicios de cargas y pasajeros. Si bien la línea estuvo plagada de rumores de cierres, fue definitivo que antes de 1960 estaban listo los estudios que recomendaban el abandono de este ramal junto con líneas vecinas como Ferrocarril Central del Chubut, Línea Económica al Valle del Río Negro, el ferrocarril de Puerto Deseado y La Trochita entre otros. Tras la implementación del plan Larkin en 1961; la primera ola de cierres alcanzó al ferrocarril al Valle del Río Negro entre varios ramales clausurados . Gracias a la férrea resistencia gremial, el ferrocarril de Comodoro Rivadavia a Sarmiento sobrevivió un tiempo más. Particularmente, en este ferrocarril hubo una fuerte oposición al cierre que logró postergar el cierre hasta la dictadura de 1976. Aunque el plan se ejecutó parcialmente, el gobierno radical ya había dictaminado la suerte de este y muchos más ferrocarriles. Es por ello que a fines de la década del 1950 el estado argentino dejó de asistir al ferrocarril en cuanto a inversiones, equipamientos, etc. Desde este punto se inició en la línea ferroviaria, y gran parte de la red nacional, un estado de latencia y abandono.Ya para el año 1973 el ferrocarril abandonó la estación Sarmiento con la pérdida posible del viaje de larga distancia de pasajeros o cargas hacia este destino. Posiblemente, el ferrocarril mantuviera algún tipo más de servicio de carga o pasajeros esporádico hasta la clausura del tramó a estación Diadema Argentina a estación Sarmiento en 1977. De cualquier modo, el tramo ya no representaba movimientos significativos para los años 1970. En enero de 1978 se suprimió el servicio suburbano de pasajeros que operaba en el ejido municipal de Comodoro y que era el último vestigio del ferrocarril.
La situación de conservación aceptable del ferrocarril que se mantuvo en los años 1990 fue retratada en un mapa que recogió gran parte del trazado ferroviario y los principales puntos. Sin embargo, ya mostraba un trazado incompleto solo conservado bien desde un sector Ciudadela hacia Diadema; mientas que había tramos parciales desde Ciudadela hacia Comodoro y Astra. Por último, el mapa informó que Pampa del Castillo, Escalante y Diadema fueron los únicos puntos poblacionales relevantes entre Sarmiento y Comodoro, confirmando la caída de importancia y población de las demás localidades.
La estación, años después del cierre del ramal, fue depredada. Su construcción chapa facilitó su desmantelamiento. Hasta hace unos años un particular se adueñó del cartel nomenclador de la estación Valle Hermoso y lo colocó, paradójicamente junto al coche motor Ganz, que pasaba por su andén y que hasta 2014 yacía en la localidad de Rada Tilly. Actualmente, el cartel fue traslado a otro sitio por su valor y garantizar su resguardo. Hoy de la estación Valle Hermoso solo quedan ruinas, vestigios de vías y la casa de las cuadrillas del ferrocarril como tapera.

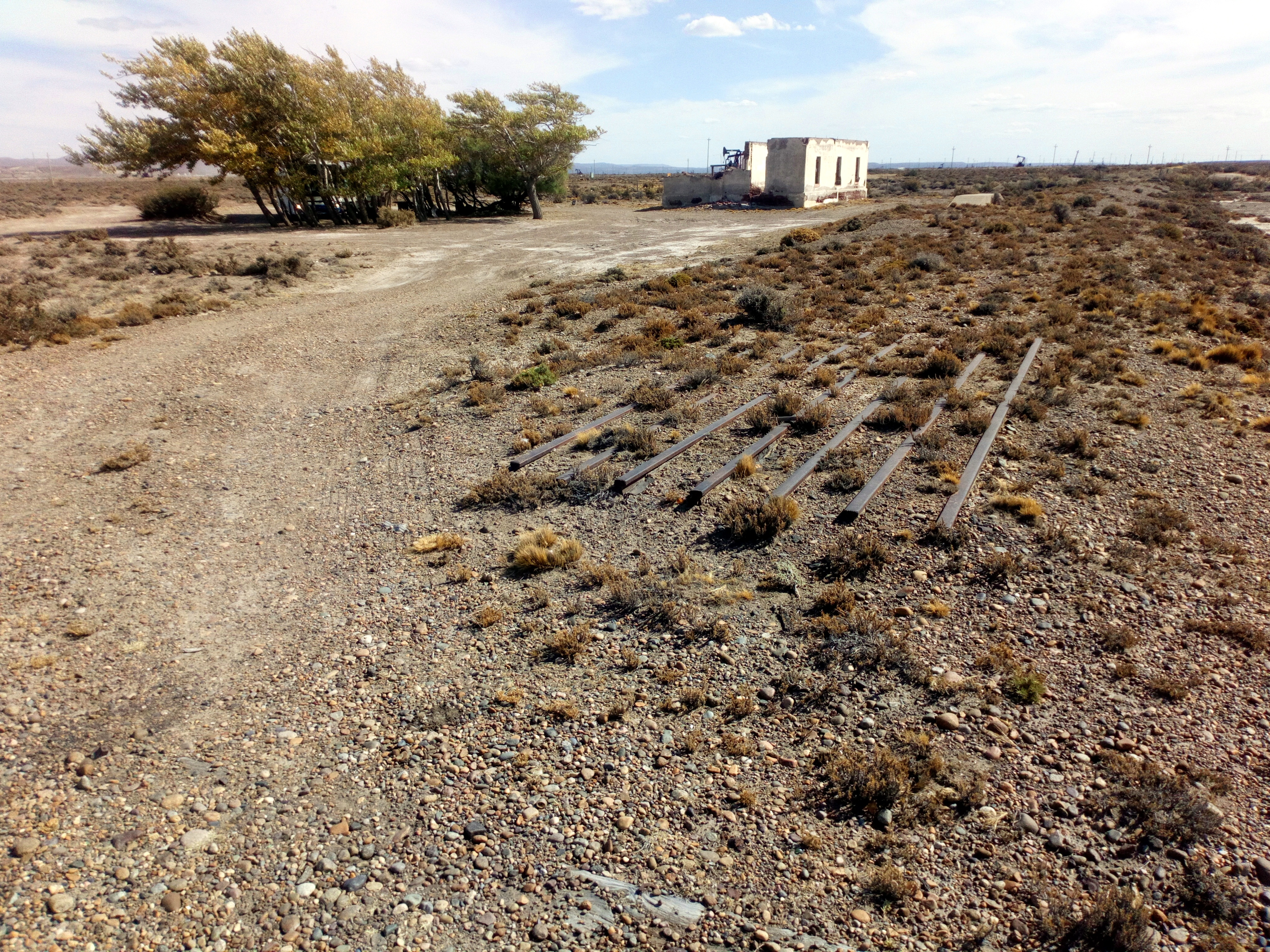
último tramo de vías superviviente en el lugar. También, sobreviven el andén de la estación, la vegetación que plantaron los ferroviarios y la caseta de peones hoy en ruinas.

Si bien se habló de muchos intentos por reactivar la zona con la implementación del nuevo ferrocarril Transpatagónico, el planteo no prosperó. Luego del cierre total del ferrocarril se hicieron promesas e ilusiones de que el ramal podría volver a reabrir o por lo menos sería replanteado bajo la creación del Mediante el decreto 309/98, del Poder Ejecutivo Nacional, aprobó los términos de referencia que presentó la empresa Canarail Consultants Inc. de Canadá la que realiza un proyecto de factibilidad de un Ferrocarril Transpatagónico. El nuevo tendido fue pensado partiendo desde la localidad de Choele-Choel vinculándola con los puertos de San Antonio Oeste, San Antonio Este, Puerto Madryn, Comodoro Rivadavia y Río Gallegos. Sin embargo, el proyecto cayó en el olvido ante la grave crisis política y económica sufrida desde 1998 y la posterior devaluación. En solo unos años de la gran expectativa se pasó  al levantamiento del ramal Comodoro Rivadavia – Sarmiento. El mismo fue solicitado en julio de 2004 por el Gobierno provincial de Mario Das Neves al Organismo Nacional de Administración de Bienes del Estado. La autorización se obtuvo a comienzos del año 2005 por medio del subsecretario de Transporte Ferroviario de la Nación, Julio Tito Montaña. Los restos que perduraban de la línea comenzaron a ser desmontados desde 2005 hasta 2006 por la firma Natura Ecology, en el marco de un convenio con la Secretaría de Turismo, por el cual la empresa se comprometía a desmontar el ramal y trasladar 46 mil durmientes a la localidad de El Maitén para rehabilitar La Trochita. El costo de ese trabajo era de 700 mil pesos y sería pagado con rezagos del desguace. El convenio mencionado no fue tratado por la Legislatura Provincial. La tramoya política produjo la pérdida de tramos históricos que perdieron los rieles y durmientes; dicha maniobra se ejecutó sin dar aviso a los pobladores que nada sabían sobre la compra de rieles, y que consideraban al mismo como patrimonio histórico de la región. Además, el convenio no fue respetado y 46 mil durmientes y vías nunca llegaron a El Maitén. El funcionario encargado de la Secretaría Juan Carlos Tolosa fue desvinculado de su cargo.
En el año 2006 levantamiento había arrasado casi toda la línea ferroviaria, y la reacción tardía de la ciudadanía llegó. Una medida solicitada a la justicia intervino para detener el saqueo justo en estación Enrique Hermitte. Gracias a esto el levantamiento de vías y durmientes del ferrocarril se detuvo, ya que no se cumplieron con los requisitos estipulados por ley. De este modo se pudo conservar, casi en su totalidad, los últimos 30 kilómetros de vías históricas desde kilómetro 162 hasta inmediaciones de Sarmiento. Sin embargo, ya era tarde para gran parte de la infraestructura ferroviaria que prevalecía abandonada hasta Km 162. Esto como consecuencia dejó muy pocos vestigios ferroviarios en Valle Hermoso.
A pesar de la desaparición de la actividad ferroviaria y el saqueó que toda la zona sufrió; aun mantiene población y en el lugar aún prevalecen vestigios ferroviarios. Si bien, la localidad se encuentra escasamente poblada está sumamente antropizada por diversas actividades que se desarrollan en inmediaciones: actividad ganadera, electroductos alta y baja tensión, Instalaciones Petroleras varias, el Yacimiento Valle Hermoso, Estación Transformadora Valle Hermoso, Accesos y caminos y picadas sísmicas, etc. y la Estación de Bombeo Valle Hermoso, correspondiente al Acueducto Lago Musters. Hasta la actualidad en las estancias cercanas se realizan actividades ganaderas (principalmente ovina). De este modo, al estar rodeado todo lo que fuera la estación por un yacimiento petrolero homónimo; y el acueducto Sarmiento - Comodoro pasar por cercanías a este punto, logran que el nombre Valle Hermoso perdure actualmente. Además, Valle Hermoso es un punto crítico para los acueductos ya que en este lugar; por sus características geográficas, genera una notoria corrosión constante y consiguientes averías. De este modo, los acueductos sufren averías aquí en forma constante y estas reparaciones insumen dificultades adicionales por el área extensa de valle muy diferentes a otros puntos que son recorridos por el acueducto. Sin embargo, su pasado ferroviario es poco conocido.
Hoy Valle Hermoso es parte crucial de la explotación petrolera en la cuenca del Golfo San Jorge ya Pan American Energy creó aquí una planta de tratamiento de crudo (PTC) que  procesa dos tercios de la producción total de petróleo de la cuenca petrolera. La misma recibe la producción por tres oleoductos y procesa unos 20.000 m³ de fluido por día. El petróleo sale de esta planta en condiciones de venta y es transportado hacia la PTC de Cerro Dragón, donde se almacena y se bombea hacia Caleta Córdova para su comercialización.La planta sufrió derrames en el pasado que afectaron el medio ambiente.

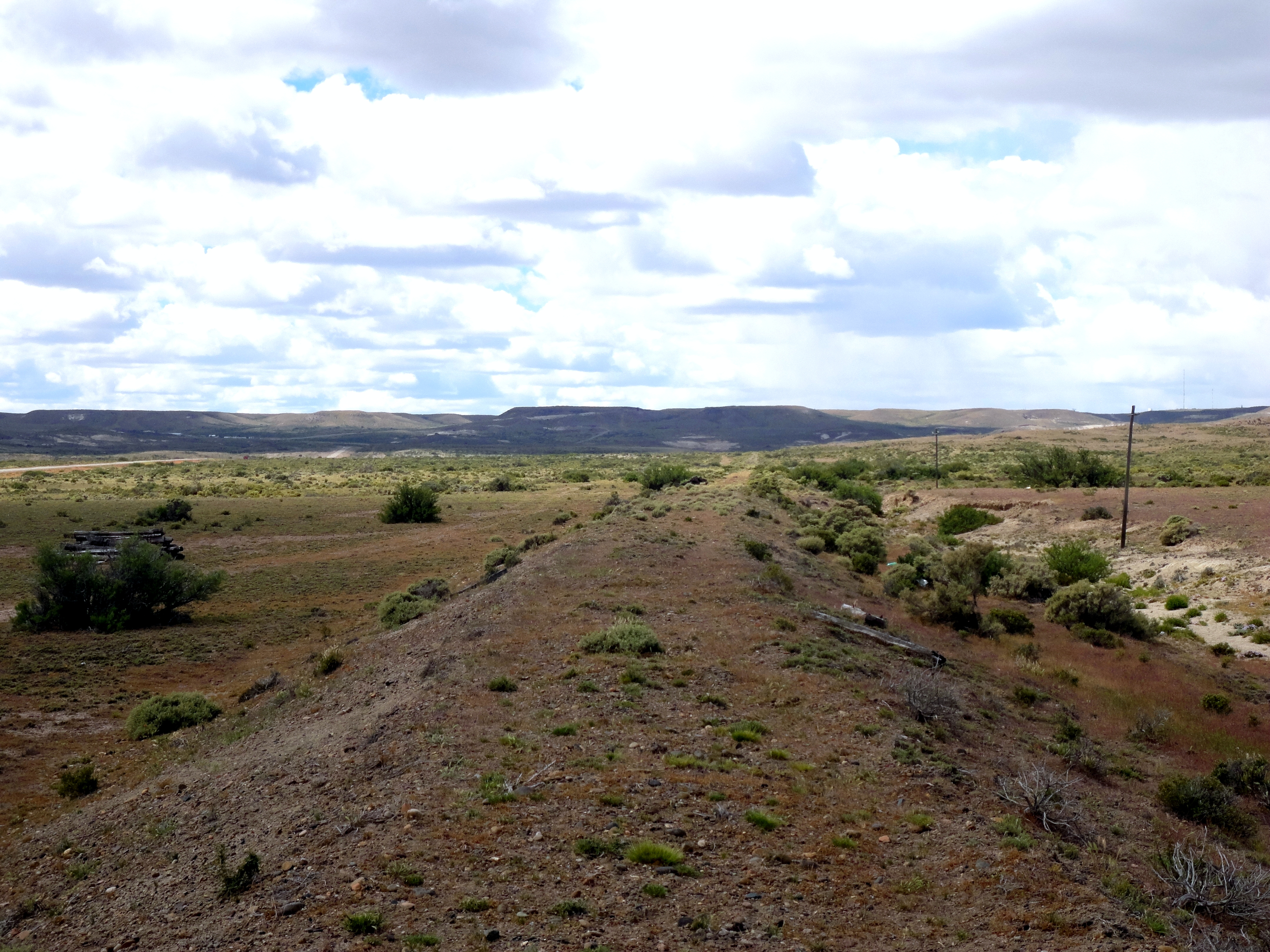
Terraplén sin vías tras los sucesos de desmanes de 2005-2006. El mismo se dirige rumbo al extenso Valle Hermoso.

## Galería
|                                                           |
| Tren detenido en proximidades a la estación Valle Hermoso |

|                                                                   |
| Expedición científica al valle Hermoso fines del siglo antepasado |

|                                                                                       |
| Durmientes abandonados y apilados al costado del terraplén. Se observan desde ruta 26 |

|                                                |
| Motobomba Worthington - Estación Valle Hermoso |

| |
| Terraplén cercano a la ruta 26 sin vías pero con los postes del telégrafo-teléfono aun a sus costados |